# Teoría de la clase ociosa
Teoría de la clase ociosa: Un estudio económico de las instituciones (1899), de Thorstein Veblen, es un tratado de economía y sociología, y una crítica del consumo conspicuo en función de la clase social y del consumismo, que son actividades sociales derivadas de la estratificación social de las personas y de la división del trabajo; las instituciones sociales del periodo feudal (s. IX-XV) que han continuado hasta la era moderna.
Veblen analiza cómo la búsqueda y la posesión de riqueza afectan al comportamiento humano, que los señores de la mansión contemporáneos, los hombres de negocios que poseen los medios de producción, se han empleado en las prácticas económicamente improductivas del consumo conspicuo y el ocio conspicuo, que son actividades inútiles que no contribuyen ni a la economía ni a la producción material de los bienes y servicios útiles necesarios para el funcionamiento de la sociedad. En cambio, son la clase media y la clase trabajadora las que se emplean útilmente en las ocupaciones industrializadas y productivas que sostienen al conjunto de la sociedad.

## Trasfondo
Teoría de la clase ociosa (1899) se publicó durante la Edad Dorada (1870-1900), la época de los millonarios barones ladrones John D. Rockefeller, Andrew Carnegie y Cornelius Vanderbilt, a finales del siglo XIX. Veblen presenta el desarrollo evolutivo de las instituciones sociales y económicas de la sociedad, en la que la tecnología y las artes industriales son las fuerzas creadoras de la producción económica. Que en la economía de la producción de bienes y servicios, la función social de la economía era satisfacer las necesidades materiales de la sociedad y obtener beneficios para los propietarios de los medios de producción. Sociológicamente, que el sistema de producción industrial exigía que los trabajadores (hombres y mujeres) fueran diligentes, eficientes y cooperativos, mientras que los propietarios de las fábricas se preocupaban de los beneficios y de exhibir públicamente su riqueza; así, los comportamientos socioeconómicos contemporáneos de consumo conspicuo y de ocio conspicuo sobrevivieron del pasado depredador y bárbaro de la etapa tribal de la sociedad moderna.: 287 
La sociología y la economía relatadas en Teoría de la clase ociosa muestran las influencias de Charles Darwin y Karl Marx, Adam Smith y Herbert Spencer; de este modo, la teoría socioeconómica de Veblen hace hincapié en la evolución y el desarrollo sociales como características de las instituciones humanas. En su época, Veblen criticó las teorías económicas contemporáneas (del siglo XIX) por considerarlas intelectualmente estáticas y hedonistas, y que los economistas debían tener en cuenta el comportamiento real, social y cultural de las personas, en lugar de basarse en la deducción teórica destinada a explicar los comportamientos económicos de la sociedad. Así, los informes de Veblen sobre la economía política estadounidense contradecían la economía neoclásica (oferta y demanda) del siglo XVIII, que define a las personas como agentes racionales que buscan la utilidad y el máximo placer de sus actividades económicas; mientras que la economía de Veblen define a las personas como agentes económicos irracionales que desprecian la felicidad personal en la búsqueda continua del estatus social y el prestigio inherentes a ocupar un lugar en la sociedad (clase y estrato económico). Veblen llegó a la conclusión de que el consumo conspicuo no constituía progreso social, porque el desarrollo económico estadounidense estaba indebidamente influido por la economía estática de la aristocracia británica; por tanto, el consumo conspicuo era una actividad antiamericana contraria a la cultura dinámica del individualismo del país.
Publicado originalmente con el título The Theory of the Leisure Class: An Economic Study in the Evolution of Institutions, el libro surgió a partir de tres artículos que Veblen publicó en el American Journal of Sociology entre 1898 y 1899: (i) El origen de la propiedad (The Beginning of Ownership), (ii) La condición bárbara de las mujeres (The Barbarian Status of Women) y (iii) El instinto de trabajo útil y el fastidio del trabajo (The Instinct of Workmanship and the Irksomeness of Labour). Estas obras presentaban los grandes temas de economía y sociología que más tarde desarrolló en obras como: Teoría de la empresa de negocio (The Theory of Business Enterprise, 1904), sobre lo incompatibles que son el afán de lucro y la fabricación de bienes útiles; y El instinto de trabajo y el estado de las artes industriales (The Instinct of Workmanship and the State of the Industrial Arts, 1914), sobre el conflicto fundamental entre la predisposición humana a la producción útil y las instituciones sociales que desperdician los productos útiles del esfuerzo humano.: 286–7 
Además, Teoría de la clase ociosa es un tratado socioeconómico fruto de la observación y percepción de Veblen de Estados Unidos como una sociedad de instituciones económicas y sociales en rápido desarrollo. A los críticos de su reportaje sobre la sociología y la economía de la sociedad de consumo que es Estados Unidos les disgustó especialmente el tono satírico de su estilo literario, y dijeron que la perspectiva cultural de Veblen se había visto influida negativamente por su austera infancia en una comunidad noruego-estadounidense de gente práctica, ahorrativa y utilitaria que soportó prejuicios antiinmigrantes en el curso de su integración en la sociedad estadounidense.: 286–7 

## Tesis

En una sociedad estratificada, la profesión de las armas (oficial militar) es una ocupación de la clase de ocio.

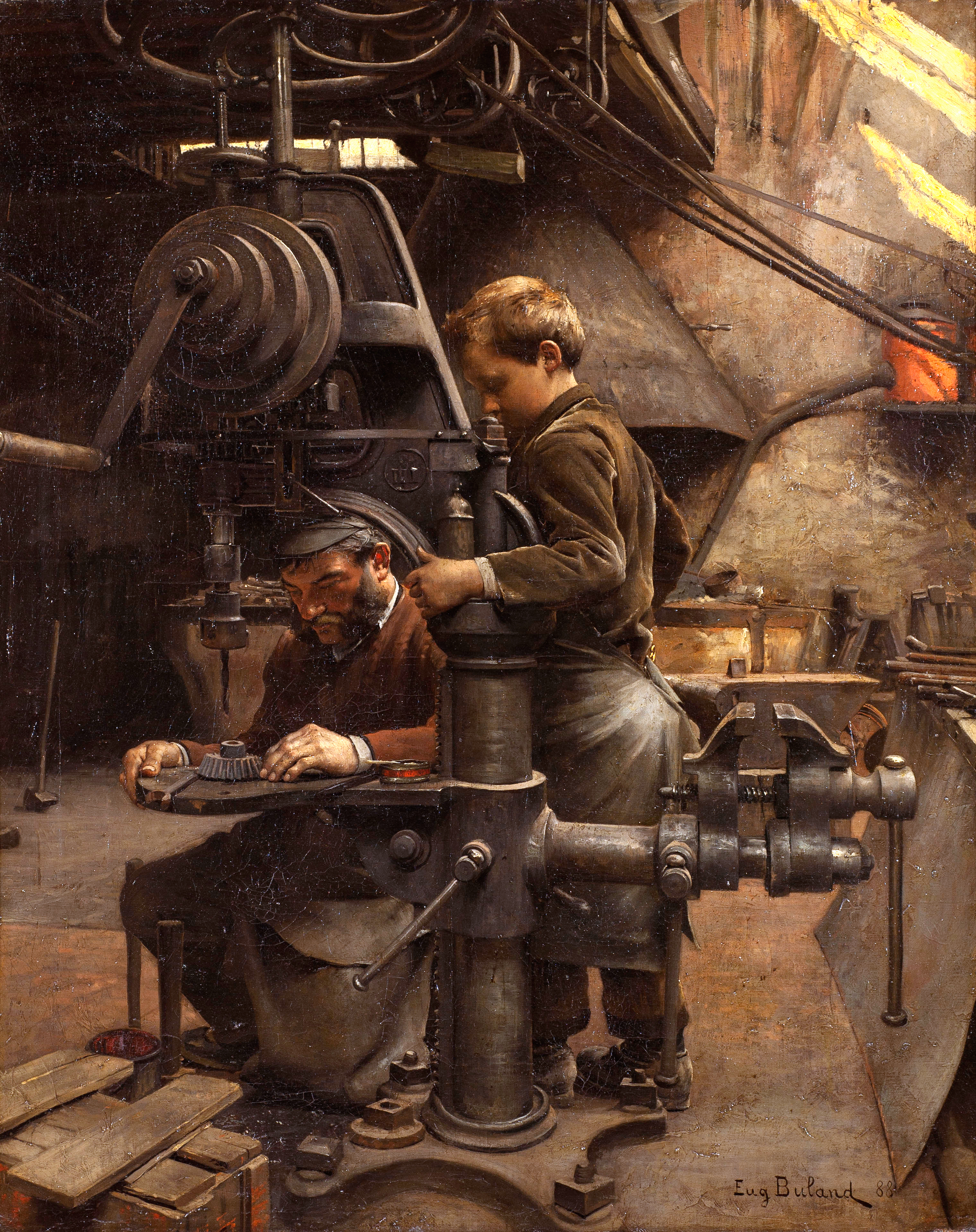
La manufactura es una ocupación económicamente productiva para el trabajador cualificado en una sociedad estratificada. (Un patron, de Jean-Eugène Buland, 1888)

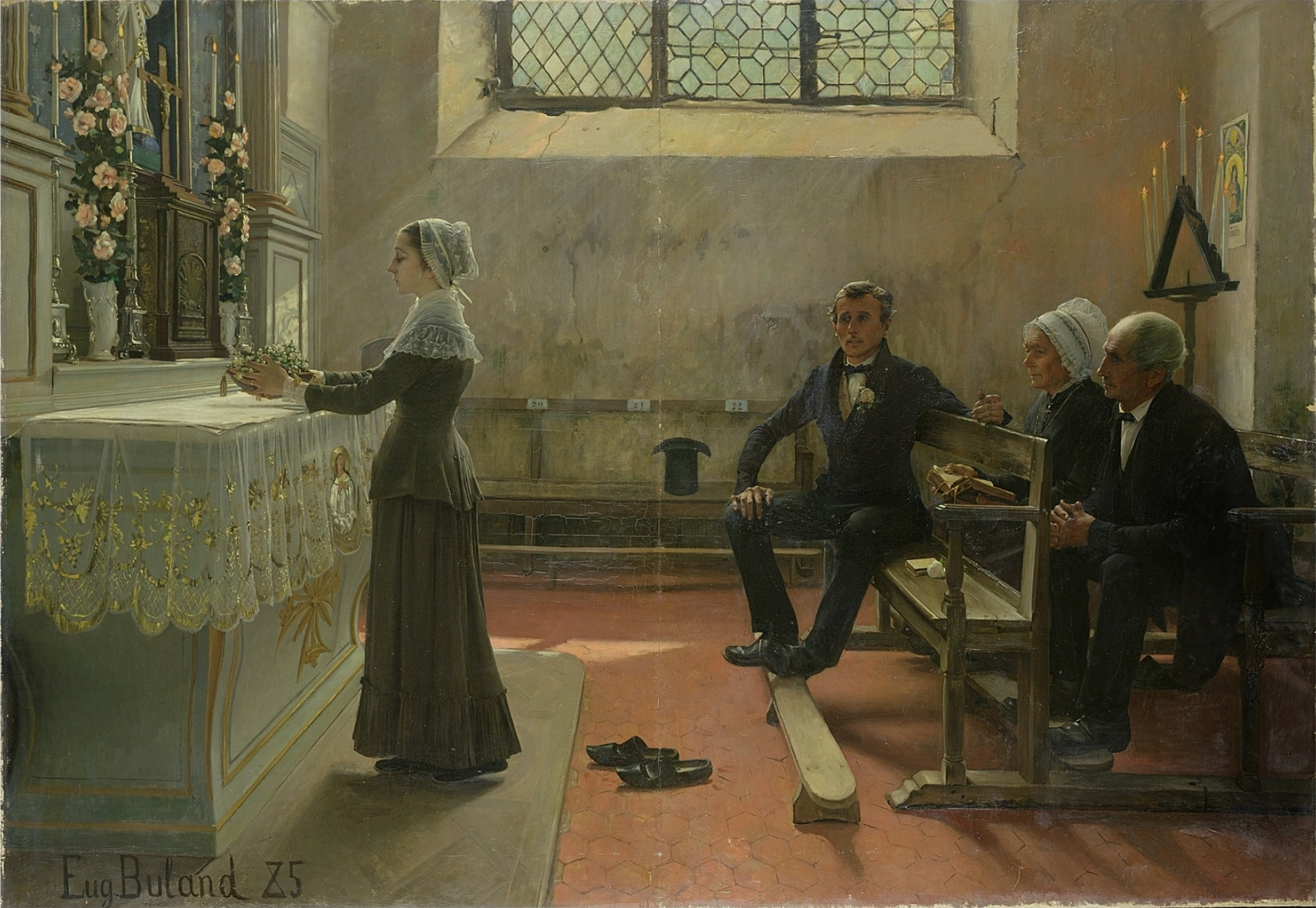
El ocio ostentoso: la devota observancia de los ritos religiosos es una actividad propia de la mujer de la clase ociosa (L'offrande, de Jean-Eugène Buland, 1885).

### Conceptos
En Teoría de la clase ociosa Veblen acuñó los siguientes términos sociológicos:
- Clase ociosa: miembros de la clase alta que están exentos del trabajo productivo.[1]
- Superioridad pecuniaria: la clase ociosa demuestra su superioridad económica no trabajando.[1]
- Emulación pecuniaria: esfuerzo económico para superar el estatus socioeconómico de otra persona.[8]
- Lucha pecuniaria: adquisición y exhibición de riqueza para ganar estatus social.[1]
- Ocio vicario: el ocio de las esposas y sirvientes como prueba de la riqueza del señor de la casa.[1]
- Ocio ajeno: el ocio de los criados se realiza en nombre del señor de la mansión.[1]

### La sociedad estratificada
Teoría de la clase ociosa estableció que la economía política de una sociedad moderna se basa en la estratificación social de las sociedades tribales y feudales, más que en el mérito y la utilidad social y económica de los hombres y mujeres individuales. Los ejemplos de Veblen indican que muchos comportamientos económicos de la sociedad contemporánea derivan de los correspondientes comportamientos de la sociedad tribal, en la que hombres y mujeres practicaban la división del trabajo según su grupo de estatus; las personas de estatus alto practicaban la caza y la guerra, que son ocupaciones económicamente improductivas, mientras que las personas de estatus bajo practicaban la agricultura y la manufactura, que son ocupaciones económicamente productivas. En una sociedad estratificada, la clase ociosa son los miembros de la clase alta que están exentos del trabajo productivo.

#### (i) Profesión
Los conceptos de dignidad, autoestima y honor son las bases del desarrollo de la clase social y de las distinciones de tipo entre las clases sociales; así, mediante la estratificación social, el trabajo productivo pasó a considerarse despreciable. Por lo tanto, la acumulación de riqueza no confiere estatus social, como sí lo hace la evidencia de riqueza, como el ocio. En una sociedad estratificada, la división del trabajo inherente a la cultura bárbara de conquista, dominación y explotación de la mano de obra ofrecía ocupaciones intensivas de trabajo para el pueblo conquistado y ocupaciones ligeras para los conquistadores, que se convertían así en la clase ociosa. En ese contexto social, aunque las ocupaciones productivas de bajo estatus (calderero, sastre, candelero) tenían mayor valor económico para la sociedad que las ocupaciones improductivas de alto estatus (la profesión de las armas, el clero, la banca, etc.), para la cohesión social, la clase ociosa realizaba ocasionalmente un trabajo productivo que era más simbólico que práctico.
La clase ociosa se dedicaba a hacer demostraciones de superioridad pecuniaria por no trabajar y por la:
1. Acumulación de propiedades y bienes materiales
2. Acumulación de bienes inmateriales (educación de alto nivel, un escudo familiar)
3. Adopción de habilidades sociales arcaicas: modales y etiqueta, caballerosidad y un código de conducta.
4. Empleo de sirvientes

#### (ii) Utilidad económica
Al ejercer el control político, la clase ociosa conservaba su elevado estatus social mediante la coerción directa e indirecta, reservándose para sí la profesión de las armas, por lo que retenía el armamento y las habilidades militares de las clases sociales inferiores. Tal división del trabajo (utilidad económica) hacía que las clases inferiores dependieran de la clase ociosa, lo que establecía, justificaba y perpetuaba el papel de ésta como defensora de la sociedad frente a los enemigos naturales y sobrenaturales, ya que el clero también pertenecía a la clase ociosa.
La sociedad contemporánea no superó psicológicamente la división del trabajo en etapas tribales, sino que evolucionó la división del trabajo por estatus y estrato social. Durante el periodo medieval (s. V-XV), sólo los nobles propietarios de tierras tenían derecho a cazar y a portar armas como soldados; el estatus y los ingresos eran paralelos. Del mismo modo, en la sociedad contemporánea, los trabajadores cualificados de la clase obrera perciben unos ingresos salariales inferiores a los de los directivos con estudios cuya importancia económica (como ingenieros, vendedores, encargados de personal, et al.) es indirectamente productiva; ingresos y estatus son paralelos.

#### (iii) Emulación pecuniaria
El término emulación pecuniaria describe los esfuerzos económicos de una persona por superar el estatus socioeconómico de una persona rica. Veblen afirmó que la lucha pecuniaria por adquirir y exhibir riqueza, con el fin de ganar estatus, es la fuerza impulsora del desarrollo de la cultura y la sociedad. Para alcanzar, conservar y ganar mayor estatus social dentro de su clase social, las personas de estatus bajo emulan a los miembros de estatus alto de su clase socioeconómica, consumiendo marcas de productos y servicios con precios excesivos, percibidos como de mejor calidad y, por tanto, de una clase social más alta. En su afán por conseguir un mayor estatus social, la gente compra bienes y servicios de alto estatus que no puede permitirse, a pesar de la disponibilidad de productos asequibles que se perciben como de menor calidad y menor prestigio social, y por tanto de una clase social inferior. En una sociedad de consumo, el empresario era el último miembro de la clase del ocio, un bárbaro que utilizaba su destreza (perspicacia empresarial) y sus habilidades competitivas (marketing) para aumentar los beneficios, manipulando la oferta y la demanda entre las clases sociales y sus estratos, de los mismos productos (bienes y servicios) a diferentes precios.

### Consumismo contemporáneo
- La subyugación de la mujer: En su origen, la mujer era un botín de guerra capturado por los bárbaros asaltantes. En la sociedad contemporánea, el ama de casa desempleada es un trofeo económico que atestigua la destreza socioeconómica de un hombre. Al tener una esposa sin una vida económica independiente (una profesión, un oficio, un trabajo), un hombre puede exhibir su condición de desempleada como una forma de su ocio conspicuo y como objeto de su consumo conspicuo.
- La popularidad del deporte: El fútbol americano es sociológicamente ventajoso para la cohesión de la comunidad; sin embargo, en sí mismo, el deporte es un efecto secundario económico del ocio conspicuo que derrocha recursos materiales.
- Observancias devotas: La religión organizada es un tipo de ocio conspicuo (pérdida de tiempo) y de consumo conspicuo (pérdida de recursos); una actividad social sin consecuencias económicas, porque una iglesia es un uso improductivo de la tierra y los recursos, y los clérigos (hombres y mujeres) realizan un trabajo improductivo.
- Formalidades sociales: los modales sociales son comportamientos bárbaros remanentes, como mostrar respeto a los superiores socialmente poderosos. En sí misma, la etiqueta tiene poco valor (práctico o económico), pero tiene mucho valor social como capital cultural, que identifica, establece y refuerza las distinciones de lugar (estrato social) dentro de una clase social.

## Visión general

### Economía conspicua
Con su Teoría de la clase ociosa: Un estudio económico sobre la evolución de las instituciones (1899), Veblen introdujo, describió y explicó los conceptos de consumo conspicuo y de ocio conspicuo en la naciente disciplina académica de la sociología. El consumo conspicuo es la aplicación de dinero y recursos materiales a la exhibición de un estatus social más alto (por ejemplo, cubertería de plata, ropa hecha a medida, una casa demasiado grande); y el ocio conspicuo es la aplicación de tiempo prolongado a la búsqueda del placer (físico e intelectual), como el deporte y las bellas artes. Por lo tanto, estas actividades físicas e intelectuales ponen de manifiesto la libertad del hombre y la mujer ricos de tener que trabajar en una ocupación económicamente productiva.

### Las tesis
- Capítulo I: Introducción

La sociedad industrial moderna se desarrolló a partir de la sociedad tribal bárbara, que contaba con una clase de ocio apoyada por clases trabajadoras subordinadas empleadas en ocupaciones económicamente productivas. Las personas de la clase ociosa estaban exentas del trabajo manual y de ejercer ocupaciones económicamente productivas, por pertenecer a dicha clase.
- Capítulo II: Emulación pecuniaria

La aparición de una clase ociosa coincide con el inicio de la propiedad, basada inicialmente en el matrimonio como forma de propiedad (de las mujeres y sus bienes muebles) como prueba de proeza. Como tal, el consumo material de la clase ociosa tiene poco que ver con la comodidad o la subsistencia, y mucho que ver con la estima social de la comunidad y, por tanto, con la autoestima.
- Capítulo III: Ocio conspicuo

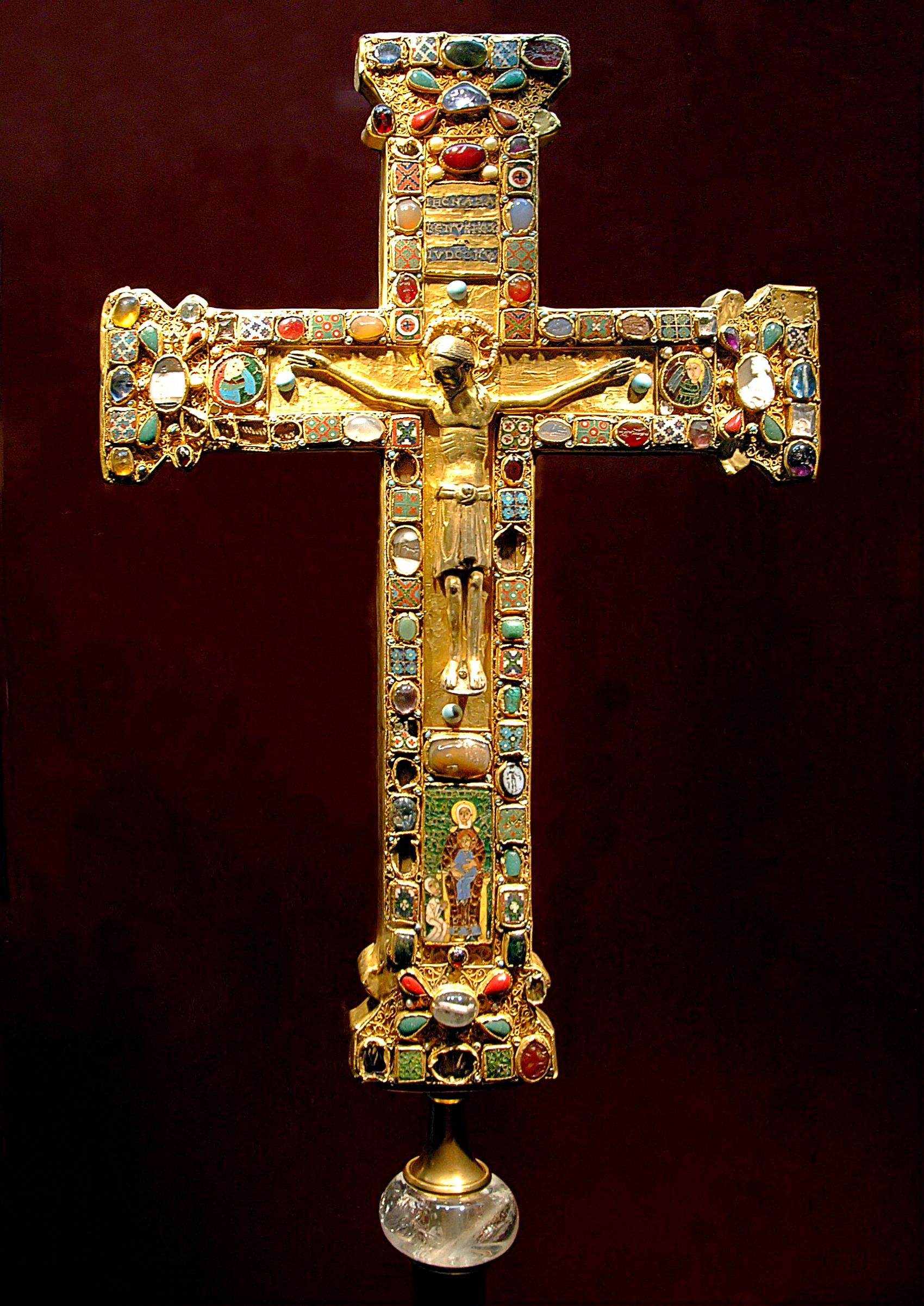
Los cánones pecuniarios del gusto de la clase ociosa atribuyen un valor monetario y estético a un objet d'art, como la Cruz de Matilde (hacia el año 1000 d. C.), que materializa el ocio conspicuo y el consumo conspicuo en un solo objeto.

Entre las clases sociales inferiores, la reputación de un hombre como trabajador diligente, eficiente y productivo es la forma más elevada de emulación pecuniaria de la clase ociosa de que dispone en la sociedad. Sin embargo, entre los estratos sociales de la clase ociosa, el trabajo manual se percibe como un signo de debilidad social y económica; por lo tanto, las características sociales definitorias de la clase ociosa son la exención del empleo útil y la práctica del ocio conspicuo como consumo no productivo del tiempo.
- Capítulo IV: Consumo conspicuo

Teóricamente, el consumo de productos (bienes y servicios) de lujo se limita a la clase ociosa, porque las clases trabajadoras tienen otras cosas y actividades más importantes en las que gastar sus limitados ingresos, sus salarios. Sin embargo, no es así, porque las clases bajas consumen bebidas alcohólicas y estupefacientes caros. Al hacerlo, las clases trabajadoras tratan de emular las normas de vida y de juego de la clase ociosa, porque son las personas que están a la cabeza de la estructura social en cuanto a reputación. En esa emulación de la clase ociosa, los modales sociales son resultado del consumo improductivo de tiempo de las clases sociales superiores; así, la utilidad social del consumo conspicuo y del ocio conspicuo reside en su despilfarro de tiempo y recursos.
- Capítulo V: El nivel de vida pecuniario

En una sociedad de producción industrializada (de bienes y servicios), el consumo habitual de productos establece el nivel de vida de una persona; por lo tanto, es más difícil prescindir de los productos que añadir continuamente productos a la propia forma de vida. Además, al conseguir la autoconservación (alimentación y vivienda), las necesidades de derroche conspicuo determinan las mejoras económicas e industriales de la sociedad.
- Capítulo VI: Cánones pecuniarios del gusto

Para la clase ociosa, un objeto material se convierte en producto de consumo conspicuo cuando se integra en el canon del derroche honorífico, al ser considerado bello o digno de posesión por sí mismo. En consecuencia, para las clases inferiores, poseer tal objeto se convierte en un ejercicio de emulación pecuniaria de la clase ociosa. Por lo tanto, un objeto de arte fabricado con metales preciosos y piedras preciosas es una posesión más popular que un objeto de arte fabricado con materiales igualmente bellos, pero menos caros, porque un precio elevado puede enmascararse de belleza que apela al sentido de prestigio social del poseedor-consumidor.
- Capítulo VII: El vestido como expresión de la cultura pecuniaria

En una sociedad de consumo, la función de la ropa es definir al que la lleva como hombre o como mujer que pertenece a una clase social determinada, no para protegerse del medio ambiente. La ropa también indica que el sustento de quien la lleva no depende del trabajo económicamente productivo, como la agricultura y la manufactura, actividades que requieren ropa protectora. Además, la función simbólica de la ropa indica que quien la lleva pertenece a la clase ociosa y puede permitirse comprar ropa nueva cuando cambia la moda.
- Capítulo VIII: Exención industrial y conservadurismo

Una sociedad se desarrolla mediante el establecimiento de instituciones (sociales, gubernamentales, económicas, etc.) modificadas únicamente de acuerdo con ideas del pasado, con el fin de mantener la estabilidad de la sociedad. Políticamente, la clase ociosa mantiene su dominio social conservando aspectos anticuados de la economía política; de ahí su oposición al progresismo socioeconómico hasta el punto de considerar el conservadurismo político y la reacción política como rasgos honoríficos de la clase ociosa.
- Capítulo IX: La conservación de los rasgos arcaicos

La existencia de la clase ociosa influye en el comportamiento del individuo, hombre y mujer, a modo de ambición social. Para ascender en la sociedad, una persona de clase baja emula las características de la clase alta deseada; asume los hábitos de consumo económico y las actitudes sociales (rasgos arcaicos de conducta en el habla, la vestimenta y los modales). En busca del ascenso social, y del prestigio social concomitante, el hombre y la mujer que se despojan de escrúpulos y honradez ascenderán más fácilmente a un estrato de la clase ociosa.
- Capítulo X: Supervivientes modernos de la proeza

Como propietaria de los medios de producción, la clase ociosa se beneficia de la comunidad industrial, pero no trabaja en ella, y no contribuye materialmente al bien común (el bienestar del público), sino que consume los bienes y servicios producidos por las clases trabajadoras. Como tal, el éxito individual (social y económico) de una persona deriva de su astucia y ferocidad, que son rasgos de carácter alimentados por la cultura pecuniaria de la sociedad de consumo.

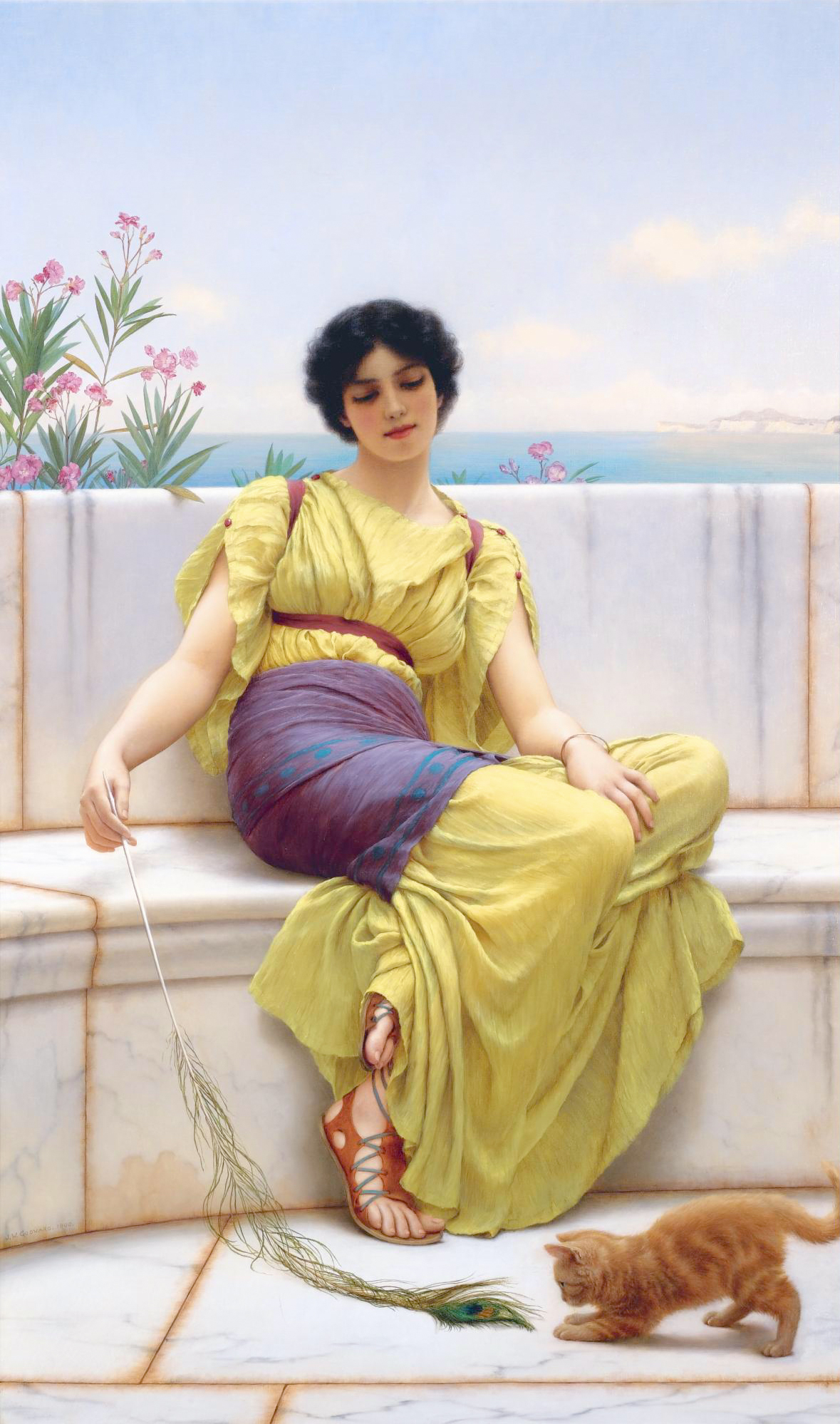
La mujer de la clase ociosa como sujeto y objeto del consumo conspicuo y del ocio conspicuo: La ociosidad, por John William Godward, hacia 1900.

- Capítulo XI: La creencia en la suerte

La creencia en el concepto de suerte (Fortuna) es una de las razones por las que la gente apuesta; del mismo modo, sigue la creencia de que la suerte forma parte de la consecución del éxito socioeconómico, en lugar de la razón más probable de las conexiones sociales derivadas de la clase social y el estrato social de una persona. Dentro de los estratos sociales de la clase ociosa, la creencia en la suerte es mayor en materia deportiva (donde la destreza física sí importa) debido al orgullo personal y al prestigio social concomitante; por lo tanto, el juego de apuesta es una muestra de consumo conspicuo y de ocio conspicuo. No obstante, la apuesta (la creencia en la suerte) es una práctica social común a todas las clases sociales.
- Capítulo XII: Observancias devotas

La existencia, función y práctica de la religión en una sociedad socialmente estratificada es una forma de consumo conspicuo abstracto para y entre los miembros de la comunidad de la persona, de devoción al sistema de valores que justifica la existencia de su clase social. Como tal, la asistencia a los servicios religiosos, la participación en los ritos religiosos y el pago del diezmo son una forma de ocio conspicuo.
- Capítulo XIII: Supervivencias del interés no injusto

El clero y las mujeres de la clase ociosa funcionan como objetos de ocio vicario, por lo que les resulta moralmente imposible trabajar y contribuir productivamente a la sociedad. Por ello, mantener una clase social elevada es más importante para una mujer de la clase ociosa que para un hombre de la clase ociosa. Las mujeres, por tanto, son los mayores indicadores de la posición socioeconómica de un hombre en su respectiva comunidad. En una sociedad de consumo, la forma en que una mujer emplea su tiempo y las actividades que realiza con él comunican la posición social de su marido, su familia y su clase social.
- Capítulo XIV: La enseñanza superior como expresión de la cultura pecuniaria

La educación (académica, técnica, religiosa) es una forma de ocio conspicuo, porque no contribuye directamente a la economía de la sociedad. Por lo tanto, los símbolos ceremoniales y de alto estatus de la enseñanza académica, como la toga y el birrete del graduado universitario en materias abstractas (ciencias, matemáticas, filosofía, etc.) son muy respetados, mientras que los certificados, los símbolos ceremoniales y de bajo estatus de la enseñanza práctica (tecnología, fabricación, etc.) no son tan respetados, porque la universidad contemporánea es una institución de ocio.

## Crítica

### Estilo literario
En Teoría de la clase ociosa, Veblen utilizó un lenguaje idiosincrásico y satírico para identificar, describir y explicar las costumbres consumistas de la sociedad moderna estadounidense del siglo XIX; así, sobre la impracticabilidad de la etiqueta como forma de ocio conspicuo, Veblen dijo:
Una mejor ilustración [del ocio conspicuo], o al menos una más inequívoca, nos la ofrece cierto rey de Francia de quien se decía que había perdido la vida por la observancia de las buenas formas. En ausencia del funcionario encargado de cambiar el asiento de su señor, el Rey se sentó sin quejarse ante el fuego, y permitió que su persona real fuera tostada más allá de la recuperación. Pero, al hacerlo, salvó a su Muy Cristiana Majestad de la contaminación servil.
En cambio, Veblen utilizó un lenguaje objetivo en la Teoría de la empresa de negocios (1904), que analiza los comportamientos de los empresarios durante el ciclo económico. En su introducción a la edición de 1973, el economista John Kenneth Galbraith afirmó que la Teoría de la clase ociosa es la crítica intelectual de Veblen a la sociedad estadounidense. Que Veblen hablaba satíricamente para suavizar las implicaciones negativas de sus análisis socioeconómicos del sistema de clases sociales de Estados Unidos, hechos que son psicológicamente más amenazadores para el ego estadounidense y el statu quo, que las implicaciones negativas de los análisis de Karl Marx. Que, a diferencia de Marx, que afirmaba que el capitalismo era superior al feudalismo en el suministro de productos (bienes y servicios) para el consumo de masas, Veblen no reconocía tal distinción. Para él, el capitalismo era una forma de barbarie económica y que los bienes y servicios producidos para el consumo conspicuo carecen fundamentalmente de valor.
En la introducción a la edición de 1967 de Teoría de la clase ociosa, el economista Robert Lekachman afirma que Veblen era un misántropo:

De niño, Veblen era un notorio provocador y un inveterado inventor de motes maliciosos. De adulto, Veblen desarrolló esta aptitud en la categoría abusiva y la analogía cortante. En este volumen [Teoría de la clase ociosa], las categorías más llamativas son cuatro: [i] Consumo conspicuo, [ii] Consumo vicario, [iii] Ocio conspicuo y [iv] Despilfarro conspicuo. Es sorprendente la gran proporción de actividad social, educación superior, observancia devota y bienes de consumo de clase alta que parecen encajar perfectamente en una u otra de estas clasificaciones.
—Robert Lekachman, Introducción de Teoría de la clase ociosa (ed. 1967).

### SigloXIX
El éxito de Teoría de la clase ociosa (1899) se debió a la fidelidad, veracidad y exactitud del reportaje de Veblen sobre los comportamientos socioeconómicos del sistema estadounidense de clases sociales. Además del éxito (financiero, académico y social) que le proporcionó el libro, un colega científico-social dijo a Veblen que la sociología del consumismo burdo catalogada en su Teoría de la clase ociosa había «aleteado mucho en los palomares del Este», especialmente en el establishment académico de la Ivy League.
En la reseña en dos partes «An Opportunity for American Fiction» (abril-mayo de 1899), el crítico William Dean Howells convirtió el tratado de Veblen en el manual de sociología y economía para la inteliguentsia estadounidense de principios del siglo XX. Repasando primero la economía y luego la sátira social en Teoría de la clase ociosa, Howells afirmó que la ansiedad de clase social impulsa a la sociedad estadounidense al consumismo derrochador, especialmente a la búsqueda de prestigio social. Que a pesar de que las clases sociales son parecidas en la mayoría de las sociedades estratificadas, la novedad del sistema de clases sociales estadounidense consistía en que la clase ociosa sólo había aparecido recientemente en la historia de Estados Unidos.

Preguntando por un novelista que tradujera a la ficción lo que el científico social Veblen había informado, Howells llegó a la conclusión de que una novela costumbrista era una oportunidad para que la ficción estadounidense comunicara de forma accesible la sátira de Teoría de la clase ociosa:
Sería fácil burlarse [de la clase ociosa estadounidense], pero burlarse de ella sería intolerable y el testigo [Veblen] que lo hiciera estaría dando falso testimonio donde lo deseable es toda la verdad y nada más que la verdad. Una democracia, la más orgullosa, la más sincera, la más ardiente que la historia haya conocido jamás, ha desarrollado aquí una clase ociosa que tiene todos los rasgos distintivos de un patriciado y que por la química del mestizaje con las aristocracias europeas está adquiriendo rápidamente antigüedad. ¿No es éste un fenómeno digno de la más alta ficción? El Sr. Veblen ha aportado a su estudio los métodos y hábitos de la investigación científica. Traducirlos a términos dramáticos constituiría el triunfo sin igual del novelista que tiene el ojo que ve y la mente que piensa, por no mencionar el corazón que siente. Que tal cosa no se haya hecho hasta ahora es aún más extraño, porque la ficción, en otros países, siempre se ha empleado con la clase ociosa, con la aristocracia; y nuestra propia clase ociosa ofrece ahora no sólo una oportunidad tan alta como cualquiera de las que la ficción ha disfrutado en otros lugares, sino que por su ultimación en la clase ociosa inglesa, invita a la imaginación americana al extranjero en condiciones de ventaja sin igual.
En el Journal of Political Economy (septiembre de 1899), el crítico de libros John Cummings dijo:
Como contribución a la teoría general de la sociología, Teoría de la clase ociosa del Dr. Veblen no requiere más elogio por su erudición que el que inspira una lectura casual de la obra. Su carácter altamente original hace que cualquier resumen de la misma sea extremadamente difícil e inadecuado, y tal resumen no puede ni siquiera intentarse aquí… Las páginas siguientes, sin embargo, están dedicadas a la discusión de ciertos puntos de vista en los que el autor parece, según el escritor [Cummings], haber hecho un estudio incompleto de los hechos, o haber permitido que su interpretación de los hechos estuviera influida por un animus personal.

### SigloXX
En el ensayo Profesor Veblen (Professor Veblen, 1919), el intelectual H. L. Mencken abordó las cuestiones de la psicología social de los estadounidenses relatadas en Teoría de la clase ociosa (1899), preguntándose:
¿Disfruto de un baño decente porque sé que John Smith no puede permitírselo o porque me encanta estar limpio? ¿Admiro la Quinta Sinfonía de Beethoven porque es incomprensible para los congresistas y los metodistas, o porque realmente amo la música? ¿Prefiero el galápago a la Maryland al hígado frito, porque los labradores tienen que aguantar el hígado, o porque el galápago es intrínsecamente una dosis más encantadora?
En el ensayo El libro más aburrido del mes: El Dr. Thorstein Veblen Recibe la Corona de Mortal Nightshade (The Dullest Book of The Month: Dr. Thorstein Veblen Gets the Crown of Deadly Nightshade, 1919), tras abordar el contenido de Teoría de la clase ociosa, el crítico de libros Robert Benchley abordó el tema de quiénes son los lectores a los que se dirige Veblen, así:
Sin embargo, el Doctor ha cometido un gran error. Ha supuesto, al escribir este libro, la existencia de una clase [social] con mucho más ocio que el que cualquier clase del mundo haya poseído jamás, pues, ¿no ha contado con un cierto número de lectores?.
En la Introducción a la edición de 1934, el economista Stuart Chase dijo que la Gran Depresión (1929-1941) había reivindicado al Veblen economista, porque Teoría de la clase ociosa había unificado a «los economistas más destacados del mundo». En el prólogo a la edición de 1953, el sociólogo C. Wright Mills dijo que Veblen era «el mejor crítico de Estados Unidos que Estados Unidos ha producido jamás». En la Introducción a la edición de 1973 del libro, el economista John Kenneth Galbraith se refirió al autor como sujeto, dijo que Veblen era un hombre de su tiempo y que Teoría de la clase ociosa (publicado en 1899) reflejaba la visión del mundo del siglo XIX de su autor. Que en su persona y personalidad, el científico social Veblen descuidaba su aseo personal y tendía a ser desaliñado; que sufría la intolerancia social por ser intelectual y agnóstico en una sociedad de supersticiosos y antiintelectuales, por lo que tendía a enemistarse con la gente menos inteligente.
John Dos Passos escribe sobre Veblen en la novela de su trilogía U.S.A, en la tercera novela El gran dinero (The Big Money, 1993). Allí, como uno de los retratos altamente subjetivos que Passos hace de figuras históricas a lo largo de la trilogía, Veblen es biografiado en LA BEBIDA AMARGA (THE BITTER DRINK) en unas 10 páginas, refiriéndose presumiblemente en ese título a la cicuta que Sócrates fue obligado a beber por sus supuestos crímenes. El retrato termina con estas tres líneas finales: «pero su memorial permanece/grabado en el lenguaje/el prisma nítido y claro de su mente».

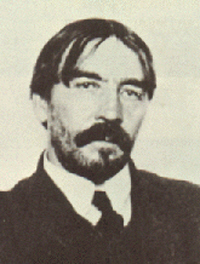
En Teoría de la clase ociosa, Veblen sostiene que la economía política de Estados Unidos es una imitación socioeconómicamente estática de la monarquía de Gran Bretaña

En Los filósofos terrenales. Vida, tiempo e ideas de los grandes pensadores de la economía (The Worldly Philosophers: The Lives, Times, and Ideas of the Great Economic Thinkers, 1953), el historiador de la economía Robert Heilbroner dijo que las teorías socioeconómicas de Veblen se aplicaban a la Edad dorada (1870-1900) de materialismo exacerbado y corrupción política en EE. UU. del siglo XIX, pero son inaplicables en la economía del siglo XXI, porque Teoría de la Clase Ociosa es específica de la sociedad estadounidense en general, y de la sociedad de Chicago en particular. En esa línea, en No hay descanso para los ricos (No Rest for the Wealthy, 2009), el periodista Daniel Gross dijo:
En el libro, Veblen —a quien C. Wright Mills calificó de «el mejor crítico de Estados Unidos que ha dado este país»— analizaba los hábitos y costumbres de un grupo privilegiado exento del trabajo industrial y que se distinguía por sus gastos suntuarios. Su célebre expresión consumo conspicuo se refería al gasto que no satisface otra necesidad que la de crear prestigio, un significante cultural destinado a intimidar e impresionar. En esta época de yates embargados, McMansiones a medio terminar y adquisiciones apalancadas en ruinas, Veblen demuestra que una vivisección sociológica de hace 110 años de la sobreclase financiera todavía puede estar a la última. Sin embargo, aunque Veblen a menudo parece tener razón al cien por cien sobre las debilidades de los ricos, cuando se trata de una teoría real de la clase ociosa contemporánea, ahora parece estar equivocado en un 90 por ciento.